# Куно II фон Лайнинген-Вестербург
Куно II фон Лайнинген-Вестербург (на немски: Kuno II von Leiningen-Westerburg; * 27 септември 1487; † 23 ноември 1547) е граф на Лайнинген-Вестербург.
Той е син на граф Райнхард I фон Лайнинген-Вестербург (1453 – 1522) и втората му съпруга Зимерия фон Сайн (1469 – 1499), дъщеря на граф Герхард II фон Сайн († 1493) и Елизабет фон Зирк († 1498). Внук е на граф Куно I фон Вестербург († 1459) и съпругата му Мехтилд фон Вирнебург († 1483).
Брат е на Маргарета, абатиса на Мариенберг 1538 г., Йохан, каноник в Кьолн, Майнц, Трир и Вецлар, и на Анна, монахиня в Мариенберг-
Полубрат е на Райнхард, каноник в Кьолн, Майнц и Трир, и на граф Филип (1483 – 1523).

## Фамилия
Куно II се жени през 1523 г. за Мария фон Щолберг-Вернигероде (* 8 декември 1507 в Щолберг; † 6 януари 1571 в Оберброн), дъщеря на граф Бото цу Щолберг (1467 – 1538) и графиня Анна фон Епщайн-Кьонигщайн (1481 – 1538). Те имат децата: 
- Катарина (* 1526), монахиня в Релингхаузен и Кведлинбург
- Филип I (1527 – 1597), женен I. 1551 г. за Амалия фон Цвайбрюкен-Лихтенберг (1537 – 1577), II. 1578 г. за Амалия фон Даун-Фалкенщайн-Райполдскирхен (1547 – 1608)
- Райнхард (1529 – 1529)
- Райнхард II (1530 – 1584), женен 1561 г. за Отилия фон Мандершайд-Бланкенхайм-Кайл (1536 – 1597)
- Куно (* 1532), каноник в Кьолн
- Георг I (1533; † 9 април 1586), женен на 24 май 1570 г. за графиня Маргарета фон Изенбург-Бирщайн (1542 – 1613)
- Анна (1535 – 1590), омъжена 1561 г. за граф Дитрих I фон Мандершайд-Кайл († 1577)
- Мария (1536 – 1597), омъжена 1555 г. за граф Кристоф фон Байхлинген († 1557)
- Хайнрих (1537 – 1557), каноник в Страсбург
- Елизабет (1547 – 1595)